# Келугері
Келугері (рум. Călugări) — село у повіті Біхор в Румунії. Входить до складу комуни Керпінет.
Село розташоване на відстані 358 км на північний захід від Бухареста, 83 км на південний схід від Ораді, 94 км на південний захід від Клуж-Напоки, 121 км на північний схід від Тімішоари.

## Населення
За даними перепису населення 2002 року у селі проживали 636 осіб, усі — румуни. Усі жителі села рідною мовою назвали румунську.